# Lakonia
El TSMS Lakonia fue un transatlántico que fue botado en 1929 para la compañía Netherland Line con el nombre de Johan van Oldenbarnevelt. En 1962 se convirtió en el crucero TSMS Lakonia de la compañía Greek Line . El 22 de diciembre de 1963 se incendió en el mar y el 29 de diciembre se hundió. En el desastre murieron 128 personas.
En la década de 1930, el Johan van Oldenbarnevelt cubría regularmente la ruta entre Ámsterdam y las Indias Orientales Holandesas. Sirvió en la Segunda Guerra Mundial como buque de transporte de tropas de los Aliados. Fue reacondicionado varias veces y, más tarde, se convirtió en un crucero. Until 1939 she was registered in Amsterdam.
En 1962, Netherland Line lo vendió a una empresa griega, Shipping Investment Corporation, que lo rebautizó como Lakonia y Greek Line lo gestionó para cruceros. Desde abril de 1963, Greek Line lo operó en cruceros desde Southampton.

## Hundimiento

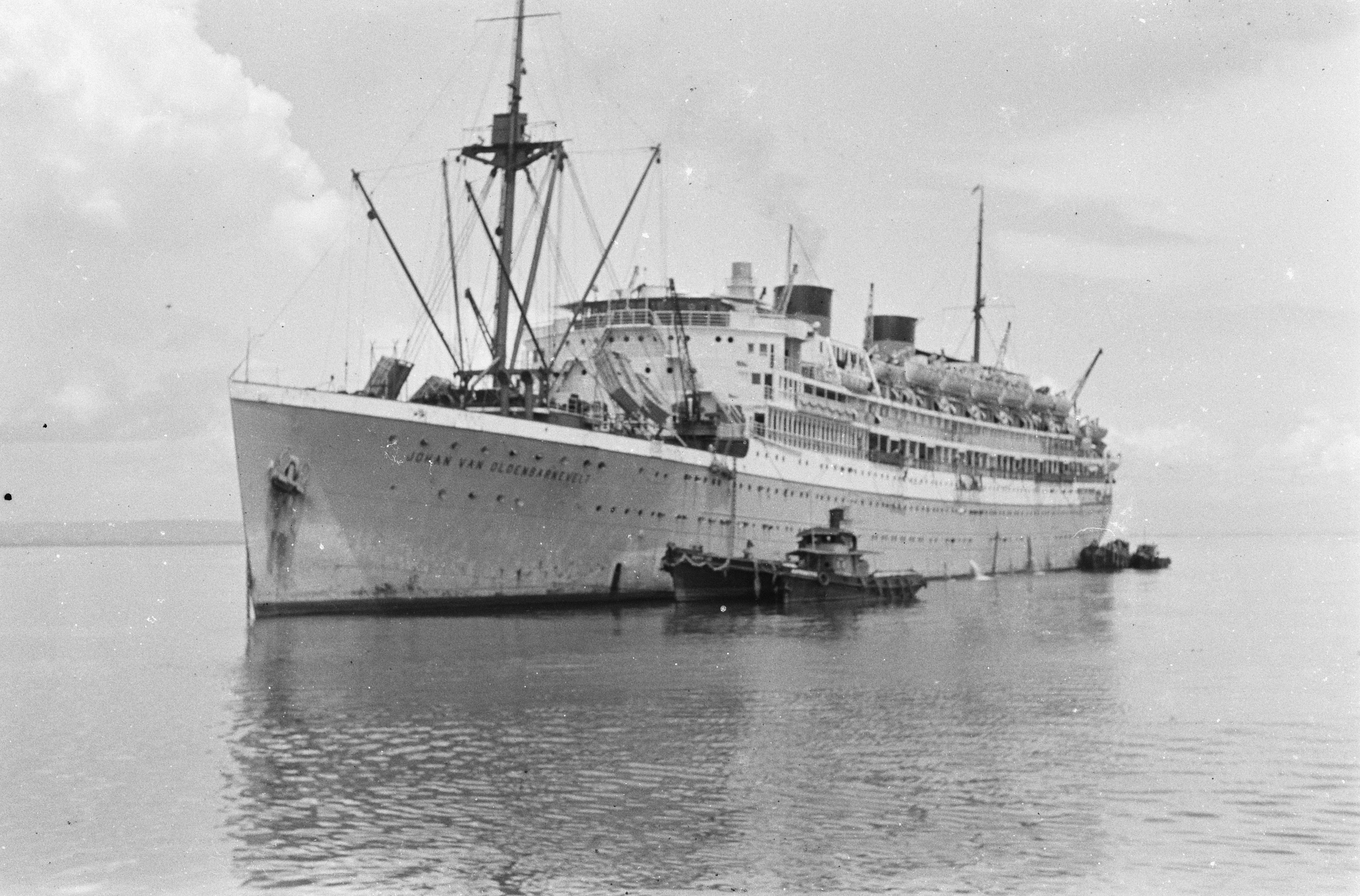
El buque en 1948.

El 22 de diciembre de 1963 se produjo un incendio durante un crucero de Navidad. A medida que el fuego se propagaba, las alarmas sonaban demasiado bajo para que la mayoría de las personas a bordo pudieran oírlas. La evacuación se vio obstaculizada por el hacinamiento de los botes salvavidas y la pérdida de varios botes en el fuego. Algunas muertes fueron causadas por el propio incendio, otras por accidentes al abandonar el barco y otras por exposición o ahogamiento en el mar.
La tripulación del Lakonia logró poner a flote con éxito más de la mitad de sus botes salvavidas. Algunos pasajeros lograron llegar al agua a través de pasarelas y escalas de cuerda. Dos barcos alertados por señales de socorro lograron salvar a la mayoría de los demás.
El 24 de diciembre, unos remolcadores oceánicos remolcaron al Lakonia e intentaron remolcarlo hasta Gibraltar, pero el barco se había inclinado y el 29 de diciembre se hundió en el océano Atlántico.
Una comisión de investigación atribuyó el incendio a un cableado eléctrico defectuoso, pero criticó duramente el mantenimiento de los equipos, el rigor de los ejercicios en los botes salvavidas y el nivel de supervisión. Ocho oficiales fueron acusados de negligencia.